# Жовта лінія (метрополітен Монреаля)
Жовта лінія (метрополітен Монреаля) (англ. Yellow Line (Montreal Metro) фр. Ligne jaune (métro de Montréal)) — найкоротша з чотирьох ліній метрополітену в місті Монреаль, провінція Квебек, Канада.

## Історія
У початковому плані спорудження метрополітену Монреаля прийнятому у 1961 році, жовта лінія була відсутня. Але наступного року лінія була включена в початковий план у зв'язку з підготовкою проведення в місті всесвітньої виставки Експо-67. Лінія в повному складі відкрилася 1 квітня 1967 року та перші чотири тижня обслуговувала лише будівельників виставкових павільйонів. Для всіх охочих лінія відкрилася 28 квітня 1967 року та з тих часів жодного разу не розширювалася, але всі три станції були перейменовані.

## Лінія
Лінія пов'язує центр Монреаля з остовом Сент-Елен на якому проводилася виставка Експо-67, та містом Лонгьой. Працює по буднях та у неділю з 5:30 до 1:00, у суботу працює до 1:30. Інтервал руху по буднях починається від 3 хвилин у години пік до 10 хвилин в інший час, у вихідні інтервал складає 5 — 10 хвилин.

## Станції
Всі станції на лінії підземні з береговими платформами. Станції з заходу на північний схід.
| Жовта лінія                    |                                      |                                |                                                                       |                    |                |        |
| Назва українською              | Назва англійською                    | Пересадка                      | Координати                                                            | Глибина закладення | Дата відкриття | Вигляд |
| «Бері-UQAM»                    | «Berri-UQAM»                         | Зелена лінія Помаранчева лінія | 45°30′55″ пн. ш. 73°33′40″ зх. д. / 45.51528° пн. ш. 73.56111° зх. д. | 27,4 м             | 28 квітня 1967 |        |
| «Жан-Драпо»                    | «Jean-Drapeau»                       |                                | 45°30′45″ пн. ш. 73°31′59″ зх. д. / 45.51250° пн. ш. 73.53306° зх. д. | 4,6 м              | 28 квітня 1967 |        |
| «Лонгьой—університет Шербрука» | «Longueuil–Université-de-Sherbrooke» |                                | 45°31′31″ пн. ш. 73°31′19″ зх. д. / 45.52528° пн. ш. 73.52194° зх. д. | 4,3 м              | 28 квітня 1967 |        |

## Галерея

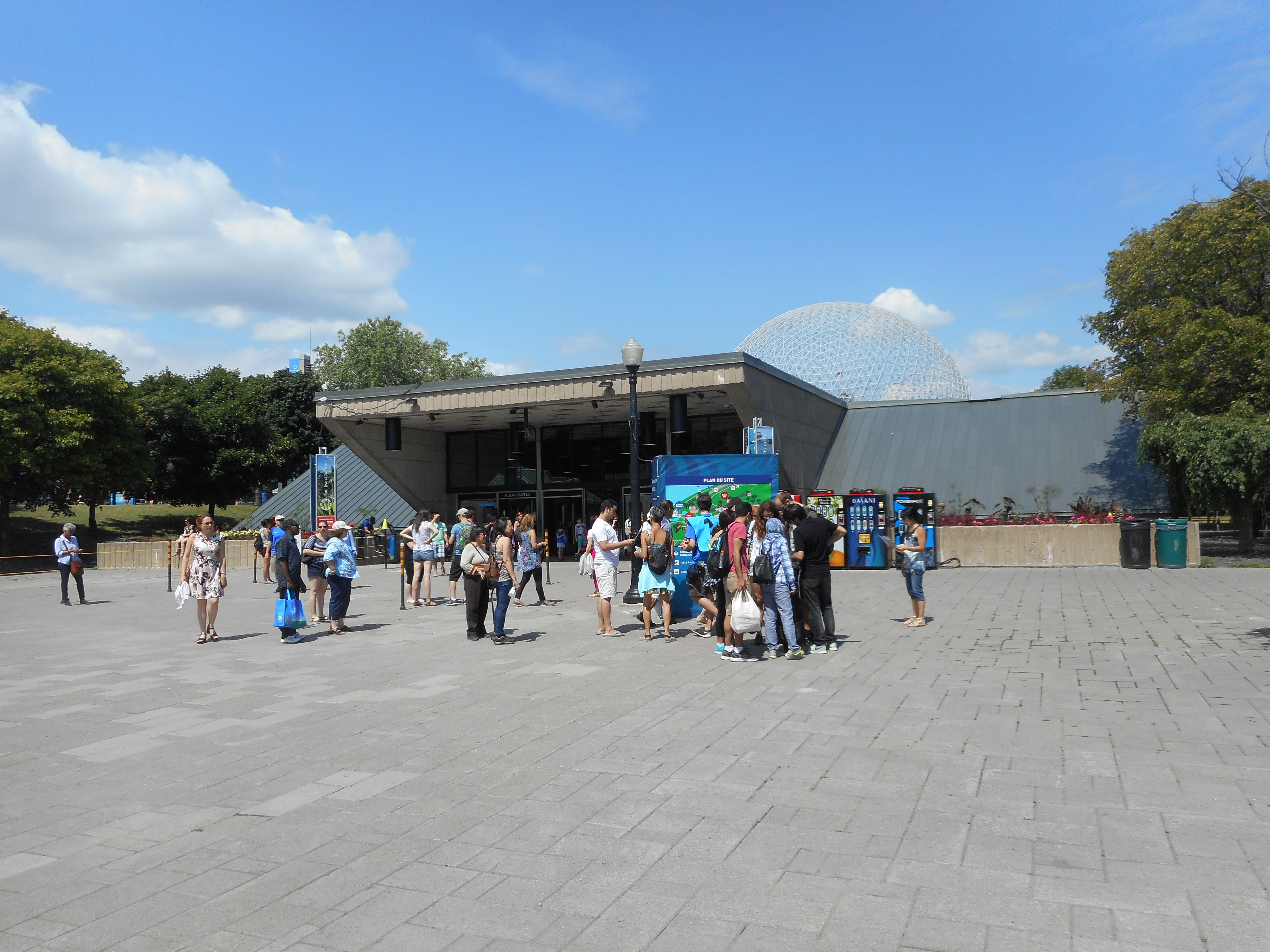
Вихід зі станції «Жан-Драпо»
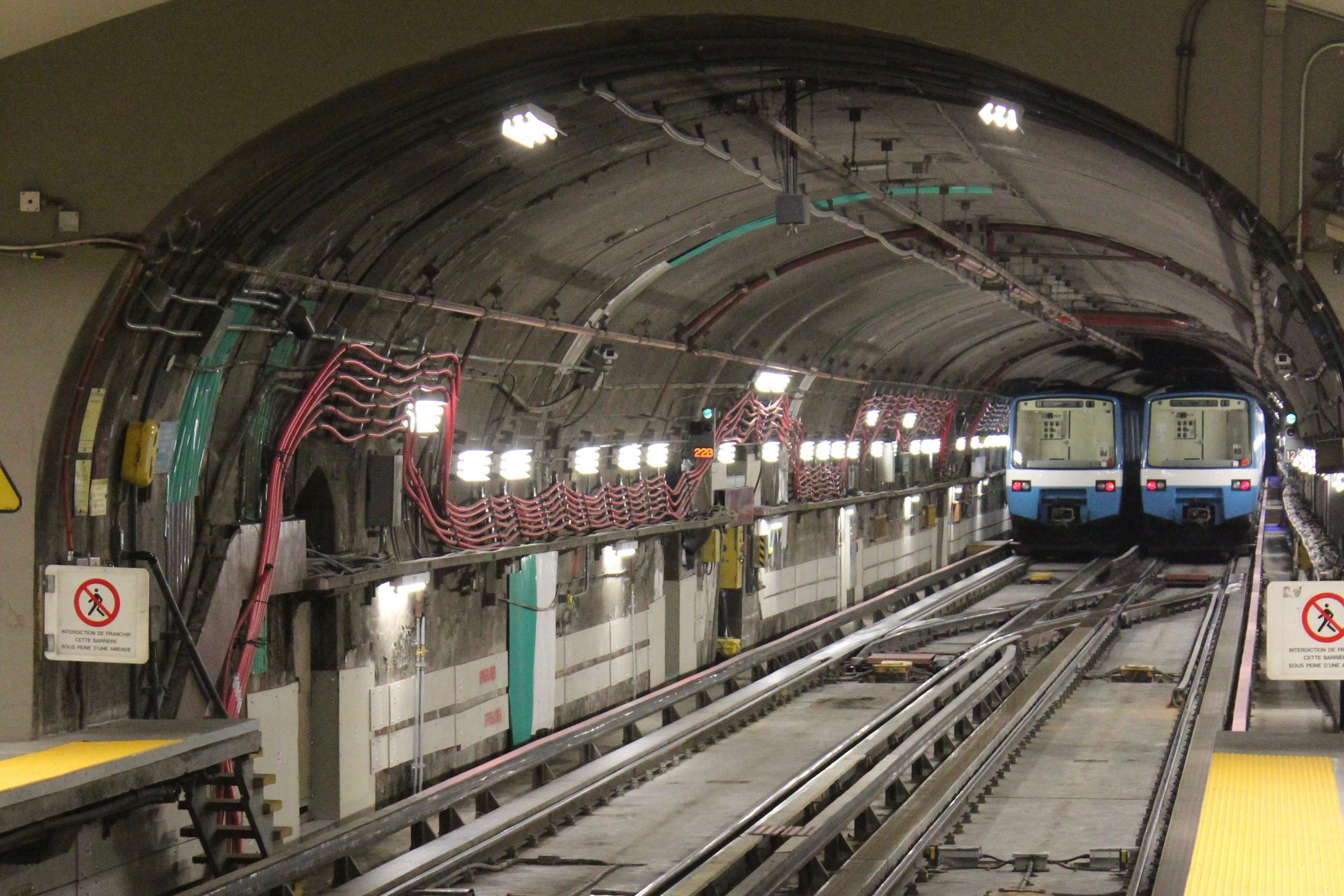
Потяги у тунелі поблизу станції «Бері-UQAM»